# Belcourt (Quebec)
Belcourt es un municipio canadiense situado en la provincia de Quebec.

## Superficie
Belcourt tiene una superficie de 409,74 km².

## Demografía
En 2021, tenía 219 habitantes, una densidad poblacional de 0,5 hab./km², y 120 viviendas.